# Armidale (Schiff, 1942)
Die HMAS Armidale (J240) war eine Korvette der Bathurst-Klasse der Royal Australian Navy während des Zweiten Weltkriegs. Insgesamt 60 Schiffe dieser Klasse wurden während des Krieges in Australien als Teil des Kriegsnotprogramms als Minensucher gebaut, 36 für die Royal Australian Navy (darunter auch die Armidale), 20 im Auftrag der britischen Admiralität, aber von der Royal Australian Navy bemannt und eingesetzt, und vier weitere für die Royal Indian Navy. Die Korvette war das erste Schiff, das nach der Stadt Armidale im australischen New South Wales benannt wurde.
Von ihrer Indienststellung im Juni bis zum Oktober 1942 eskortierte die Armidale unter dem Kommando von Lieutenant Commander David H. Richards australische Küstenkonvois sowie Geleitzüge zwischen Australien und Neuguinea. Im Oktober wurde sie zum Einsatz in der Schlacht um Timor zur 24. Minenräumflottille nach Darwin beordert, wo sie im am 7. November eintraf. Am 29. November nahm sie zusammen mit der Castlemaine Kurs auf Betano. Dort sollten in der Nacht vom 30. November auf dem 1. Dezember frische niederländische Truppen an Land gesetzt und 190 niederländische Soldaten und 150 portugiesische Zivilisten evakuiert werden. Auf dem Weg wurden die beiden Korvetten dreimal von japanischen Flugzeugen angegriffen, ohne dass es zu nennenswerten Schäden kam. An der Landestelle konnte jedoch kein Kontakt mit Truppen an Land hergestellt werden, weshalb sich die Schiffe wieder auf die offene See zurückzogen, um bei Tagesanbruch nicht in Sichtweite der Küste zu sein. Im Laufe des Tages stießen die beiden Schiffe dann auf das Patrouillenboot Kuru, das mit 70 Flüchtlingen an Bord auf dem Weg nach Darwin war. Die Flüchtlinge wurden auf die Castlemaine gebracht, die sie nach Darwin brachte, während Armidale und Kuru unabhängig voneinander wieder Kurs auf Timor nahmen. Um 15:15 Uhr am Nachmittag des 1. Dezembers wurde die Armidale von 13 japanischen Flugzeugen angegriffen und sank innerhalb von fünf Minuten nach zwei Torpedotreffern auf der Position 10° 0′ S, 126° 30′ O.

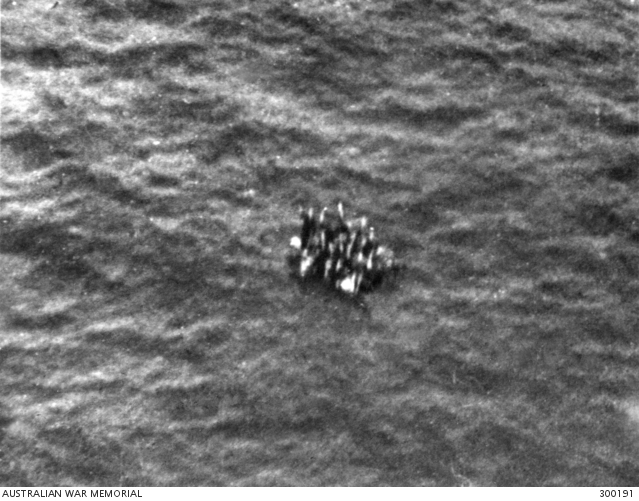
Letzte Aufnahme von Überlebenden des Untergangs auf einem der Flöße

Die Überlebenden retteten sich in zwei Boote und zwei Flöße. Das einzige mit einem Motor ausgestattete Boot trennte sich von den anderen, um Hilfe zu holen, und wurde am 6. Dezember von der Kalgoorlie gefunden. Australische Aufklärer sichteten auch die Flöße und das andere Boot, das sich inzwischen auch von den Flößen getrennt hatte, die Kalgoorlie konnte aber nur das Boot finden, dessen 29 Insassen sie am 9. Dezember rettete, die Flöße blieben verschwunden.
Insgesamt verloren 40 Besatzungsmitglieder und 60 eingeschiffte niederländische Soldaten ihr Leben, darunter auch der Matrose Edward Teddy Sheean. Dieser ging an seinem 20-mm-Flakgeschütz festgegurtet unter, nachdem er trotz Verwundung bis zuletzt gefeuert und eine der angreifenden Maschinen abgeschossen hatte. Er erhielt dafür postum mit dem Victoria-Kreuz, die höchste militärische Auszeichnung des Empires.
Unter dem Namen Armidale fährt heute ein Patrouillenboot der australischen Marine.